# Зайка-зазнайка
Зайка-зазнайка (рос. Зайка-зазнайка) — радянський ляльковий мультфільм 1976 року. Знятий на студії Союзмультфільм за мотивами п'єси Сергія Міхалкова.

## Сюжет
Зайчик, який жив у лісі, випадково набрів на сплячого мисливця і привласнив собі його рушницю. Він дуже боявся всіх, але коли в його руках була рушниця, він відчув свою силу і зверхність. Прогнав лисицю з її будинку і вовка, що прийшов до неї на іменини. Після цього він зовсім втратив страх і став зарозумілим. Але як виявилося пізніше, рушниця була не заряджена. Вовк і лисиця, дізнавшись про це, вирішили провчити зухвалого зайця, але інші зайці допомогли йому впоратися з ними за допомогою хитрощів. Після цього зайчик-зазнайка вже не був таким зарозумілим.

## Творці
- Автор сценарію Сергій Міхалков
- Режисер Борис Аблинін
- Художник Анатолій Васильєв
- Оператор Теодор Бунімович
- Композитор Михайло Меєрович
- Звукооператор Борис Фільчиков
- Редактор Наталія Абрамова
- Монтажер Надія Трещова
- Художники-мультиплікатори Майя Бузінова, Йосип Доукша, Ірина Собінова-Касіль
- Ролі озвучували:
  - Георгій Віцин — Зайчик-зазнайка
  - Олександр Граве — старий заєць
  - Юрій Волинців — вовк
  - Ніна Шмелькова — зайчиха
  - Ела Санько — зайчик-дочка,
  - Людмила Гнілова — лисиця
- Ляльки та декорації виготовили: Олег Масаїнов, Володимир Аббакумов, Михайло Колтунов, Наталія Тимофєєва, Віктор Гришин, Семен Етліс, Галина Філіппова, Марина Чеснокова, Павло Гусєв, Євген Баскаков під керівництвом Володимира Кіма

## Відеовидання
- Мультфільм випускався на DVD у збірці мультфільмів «Зайчишка-плутішка» (Союзмультфільм, дистриб'ютор Союз).[1]։